# Trenul foamei
Trenul foamei este un film românesc din 2010 regizat de Viorel Timaru. Rolurile principale au fost interpretate de actorii Mircea Andreescu, Silviu Debu.

## Prezentare
Trenul foamei aduce laolaltă două personaje total diferite,care,în alte condiții,cu greu ar putea face o echipă:un tânăr rebel care nu are destui bani pentru biletul de tren și un bătrân veteran al celui de-Al Doilea Război Mondial,care,deși pare "expirat",reușește totuși să depășească diferența dintre generații

## Distribuție
Distribuția filmului este alcătuită din:
- Alexandru Georgescu
- Valentin Teodosiu
- Silviu Debu
- Adina Cristescu
- Mircea Andreescu

•Mircea Andreescu
•Iulia Boros
•Valentin Teodosiu
•Paul Ionescu
•Tudor Luis Gabriel
•Gabriel Carbunaru
•Costel Hodoroabă
•Anghel Ionuț Marius
•Marius Tomescu
•Cobalschi Valentina
•Daniel Ditcov
•Iovu Daniela
•Petra Ivanov